# MÁV 338 sorozat
A MÁV IIIa. osztály, később a 338 sorozat egy magyar C tengelyelrendezésű hegyipálya gyorsvonati szerkocsisgőzmozdony-sorozat volt. 1874-ben gyártotta az StEG. Összesen 14 db készült belőle.
A Károlyváros–Fiume vasútvonal emelkedőkben bővelkedő Cameral-Moravice–Fiume szakaszára, a személyszállító vonatok továbbítására a MÁV három csatolt kerékpárú mozdonyokat rendelt a StEG Mozdonygyárától. A mozdonyok szinte megegyeztek a  MÁV III osztályú mozdonyaival, csupán nagyobb kerékátmérővel készültek és nagyobb volt a tengelynyomásuk (13,5 t). Eredetileg 145-158 pályaszámokat kaptak amelyeket később IIIa. osztály 2201-2214-re változtattak. 1911-ben a 338 sorozat 001-014  pályaszámtartományt jelölték ki számukra.
A MÁV ezeket a sorozatú mozdonyokat később átépíttette hosszú füstkamrásokká aminek következtében megnőtt az ütközők közötti hossza 15 097 m-re.

## Fordítás
Ez a szócikk részben vagy egészben  a   MÁV IIIa című német Wikipédia-szócikk fordításán alapul.  Az eredeti cikk szerkesztőit annak laptörténete sorolja fel. Ez a jelzés csupán a megfogalmazás eredetét és a szerzői jogokat jelzi, nem szolgál a cikkben szereplő információk forrásmegjelöléseként.